# Lewis Sayre

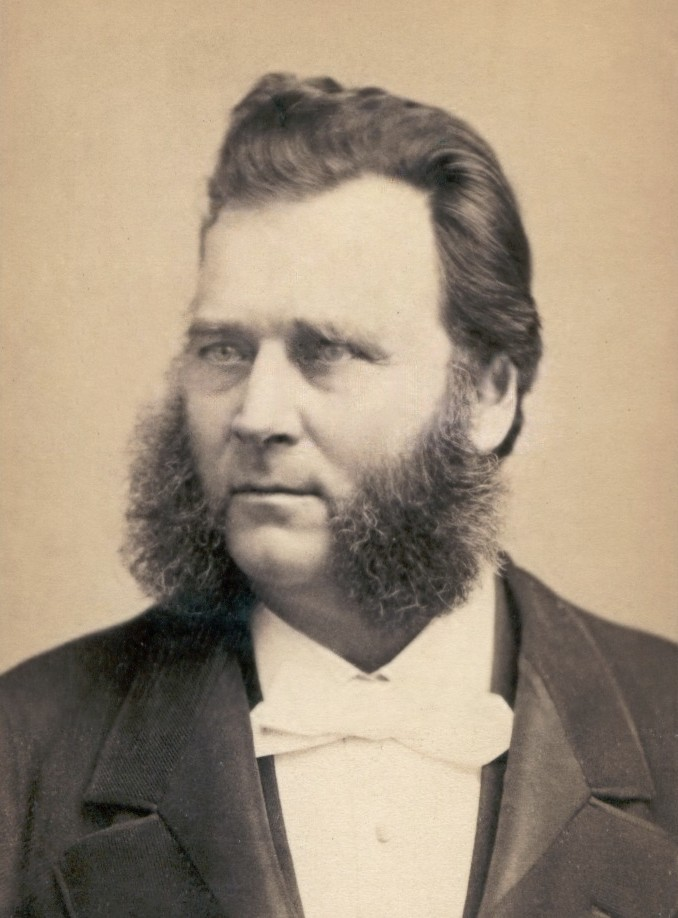
Lewis Sayre

Lewis Albert Sayre, född 29 februari 1820 i Madison, New Jersey, död 21 september 1900 i New York, var en amerikansk kirurg.
Sayre blev 1842 medicine doktor i New York, var 1844–66 kirurg vid ett militärsjukhus och övertog sedan professuren i ortopedisk kirurgi vid det av honom inrättade Bellevue Hospital Medical College. Bland hans många skrifter märks Report on Potts Disease with a New Method of Treatment by Suspension (1876), där han för första gången omnämner gipskorsetten vid behandling av skolios.